# Michail Umanskij
Michail Markovič Umanskij (in russo Михаи́л Ма́ркович Ума́нский?; Stavropol', 21 gennaio 1952 – Augusta, 17 dicembre 2010) è stato uno scacchista russo.
Maestro Internazionale FIDE dal 1966, ottenne il titolo di Grande Maestro Internazionale ICCF di scacchi per corrispondenza nel 1994.

## Biografia
Iniziò l'attività scacchistica partecipando ai tornei giovanili a tavolino e classificandosi al 2º posto nel campionato russo di scacchi juniores nel 1965 e nel 1966, al 3º in quello del 1967 e al 1º - 3º nel campionato del 1968.
Dal 1973 si dedicò al gioco per corrispondenza. L'anno successivo vinse il campionato russo ICCF e nel 1978 quello dell’URSS.
Nel 1998 si laureò campione del mondo di scacchi per corrispondenza, vincendo la finale della 13ª edizione del campionato mondiale ICCF (1989-1998).
Dal 1998 si trasferì in Germania, risiedendo ad Augusta ed affiliandosi, a partire dal 2001, alla Federazione scacchistica tedesca.
Nel 2004 vinse per distacco l'ICCF 50 Years World Champion Jubilee, uno speciale torneo di scacchi per corrispondenza che coinvolgeva tutti gli ex campioni del mondo ICCF viventi.
Dopo la sua morte (2010), l'associazione russa di scacchi per corrispondenza ha organizzato in suo onore, nel 2011, un torneo di alto livello, l’Umansky Memorial, che è stato vinto dal GM italiano Eros Riccio.